# Morchella costata
Morchella costata (Étienne Pierre Ventenat 1797 ex Christian Hendrik Persoon, 1801) din încrengătura Ascomycota, în familia Morchellaceae și de genul Morchella, numit in popor zbârciog canelat, este o ciupercă comestibilă saprofită foarte delicată. Acest burete se dezvoltă în grupuri mici sau solitar, și se poate găsi în România, Basarabia și Bucovina de Nord destul de rar, crescând în special prin grădini, parcuri și în câmpii, pe sol dăunat, defrișări sau arsuri vechi, chiar și pe mulci (coajă de copac mărunțită). Timpul apariției este de la începutul lui aprilie până la sfârșitul lui mai.

## Taxonomie
Prima menționare a acestei specii sub denumirea Phallus costatus a fost făcută de savantul francez Étienne Pierre Ventenat (1757-1808) în articolul său din 1797, publicat în magazinul  Annalen der Botanick care a fost editat de medicul, botanistul și politicianul elvețian Paul Usteri (1768-1831). Numai 4 ani mai târziu, în 1801, micologul suedez Pers. a adăugat-o genului Morchella cu același epitet în volumul 2 al lucrării sale Synopsis methodica Fungorum. Taxonul este valabil până în prezent (2018).
Dar taxonomia speciilor în genul Morchella s-a complicat. Nu cu mult timp în urmă, sa crezut pe scară largă că există foarte puține specii distincte de specia Morchella - într-adevăr, unele autorități au recunoscut doar trei din întreaga lume. În ultimul timp, studii moleculare au arătat că există mai multe zeci de specii diferite și că, de exemplu, zbârciogii europeni și nord-americani care pot arăta foarte asemănător, nu sunt co-specifici în cele mai multe cazuri. Această abordare este relevantă și pentru soiul descris aici. Datorită variabilității apariției, buretele a fost văzut de exemplu, de micologul italian Bruno Cetto o variație a soiului Morchella conata, iar de micologul german Hanns Kreisel una a speciei Morchella elata. După Index Fungorum și Mycobank este o specie de sine stătătoare.

## Descriere

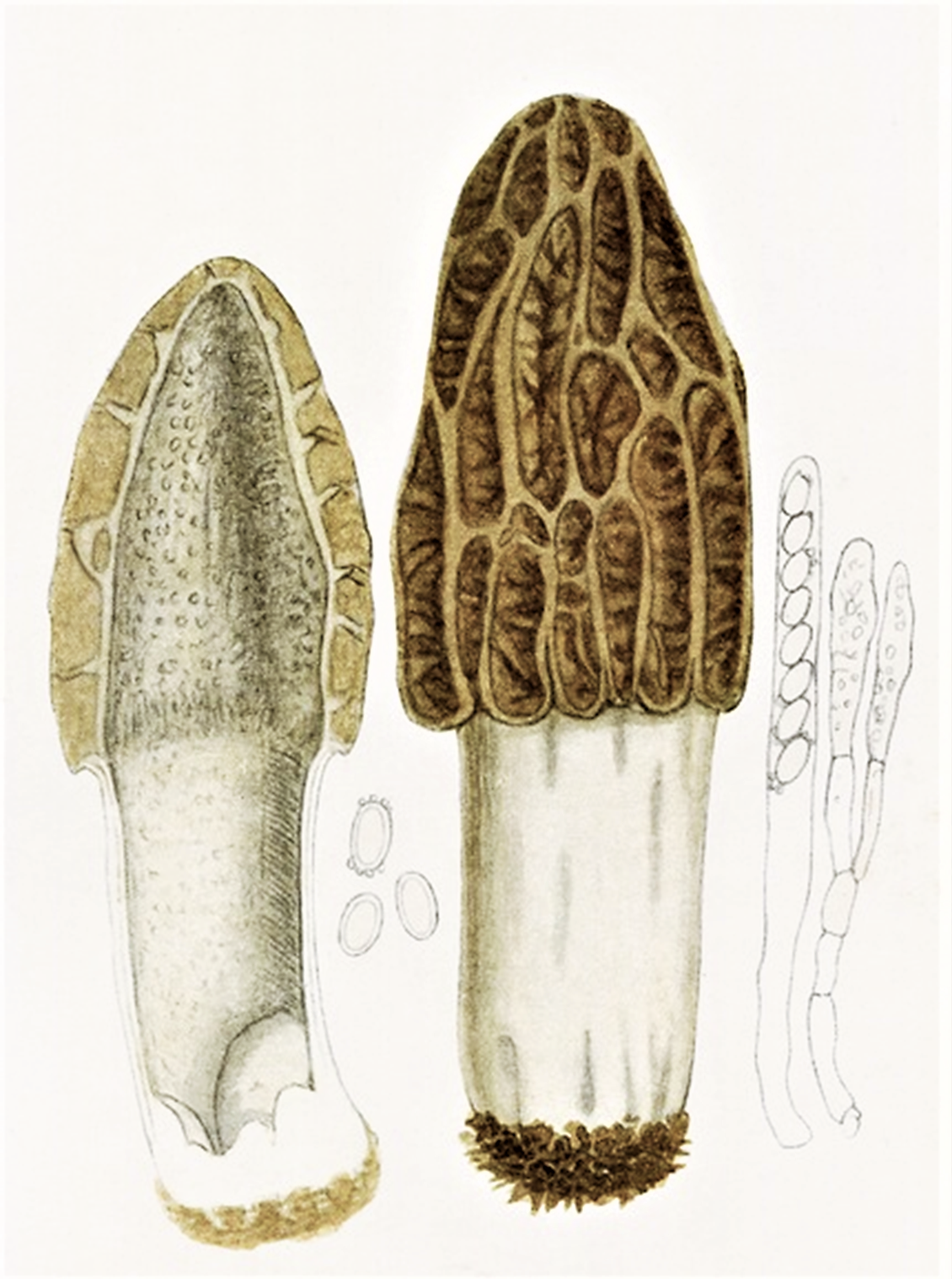
Bres.: Morchella costata

Sub numele românesc de „zbârciog” se tratează aproape mereu patru mari genuri de ciuperci: Gyromitra, Helvella, Morchella și Verpa. Între primele două se găsesc specii otrăvitoare pe când cele două din urmă sunt comestibile. Cu toate că cele patru genuri sunt goale pe interior, ele pot fi deosebite destul de ușor: Morchella și Verpa sunt unicamerale, pe când Gyromitra și Helvella sunt multi-camerale, prezentând o încrengătură de goluri în interiorul lor.
- Corpul fructifer: are o înălțime de 7-10 cm și un diametru maximal de 3,5-5,5 cm, este conic sau piramidal, cu vârful trunchiat deasupra, adesea presat pătrat, cu marginea complet fuzionată cu piciorul. Alveole pare să fie mai mult sau mai puțin importante: ori este împărțit în câmpuri rombice ceva adâncite de creste longitudinale netede, intercalate prin benzi transversale nu mereu conectate între ele, ori seamănă tare cu Morchella conica (fiind clar mai mare) sau cu Morchella elata. Coloritul este brun-gălbui până brun-măsliniu.
- Piciorul: are o lungime de  4-5 cm și o grosime de sus 1-1,5 cm și jos 2-3 cm, este fragil, cilindric, dar îngroșat la bază. gol și granulos în interior, având o suprafață cleios-flocoasă. Culoarea lui este albicioasă în tinerețe, apoi capătă nuanțe gălbuie din ce în ce mai evidente.
- Carnea: este albicioasă, ceroasă, fragilă, cu gust savuros și miros plăcut.
- Caracteristici microscopice: are spori elipsoidali, netezi, hialini (translucizi) cu o mărime de 20-24 x 12-14 microni și sunt colorați gălbui.[3][4]

Se pare, că determinarea și catalogarea în forme, variații respectiv subspecii încă nu este încheiată. Dar pentru un culegător de ciuperci nu joacă nici un rol, ciuperca fiind comestibilă ca toți zbârciogii veritabili.

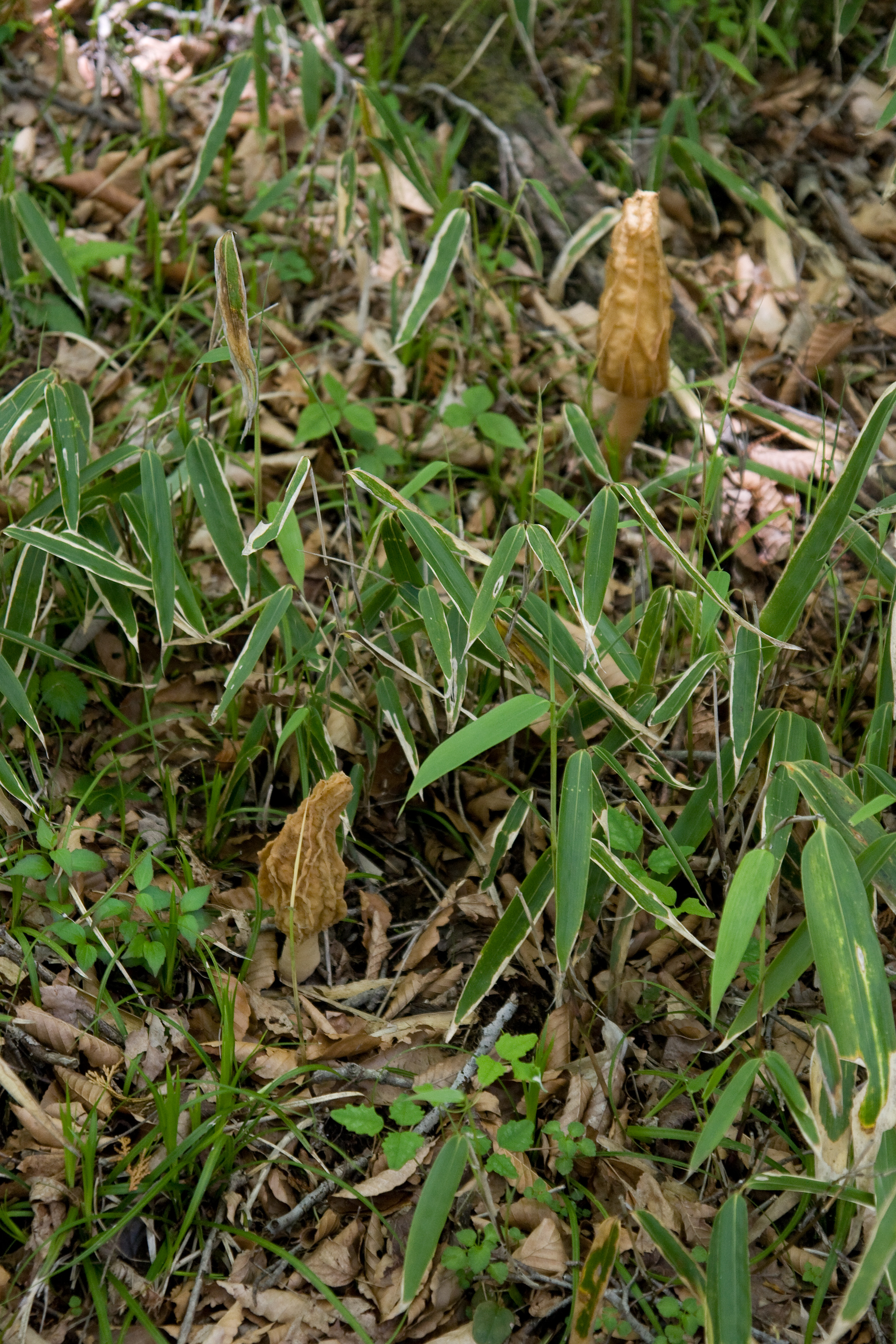
M. costata tânără (în față)
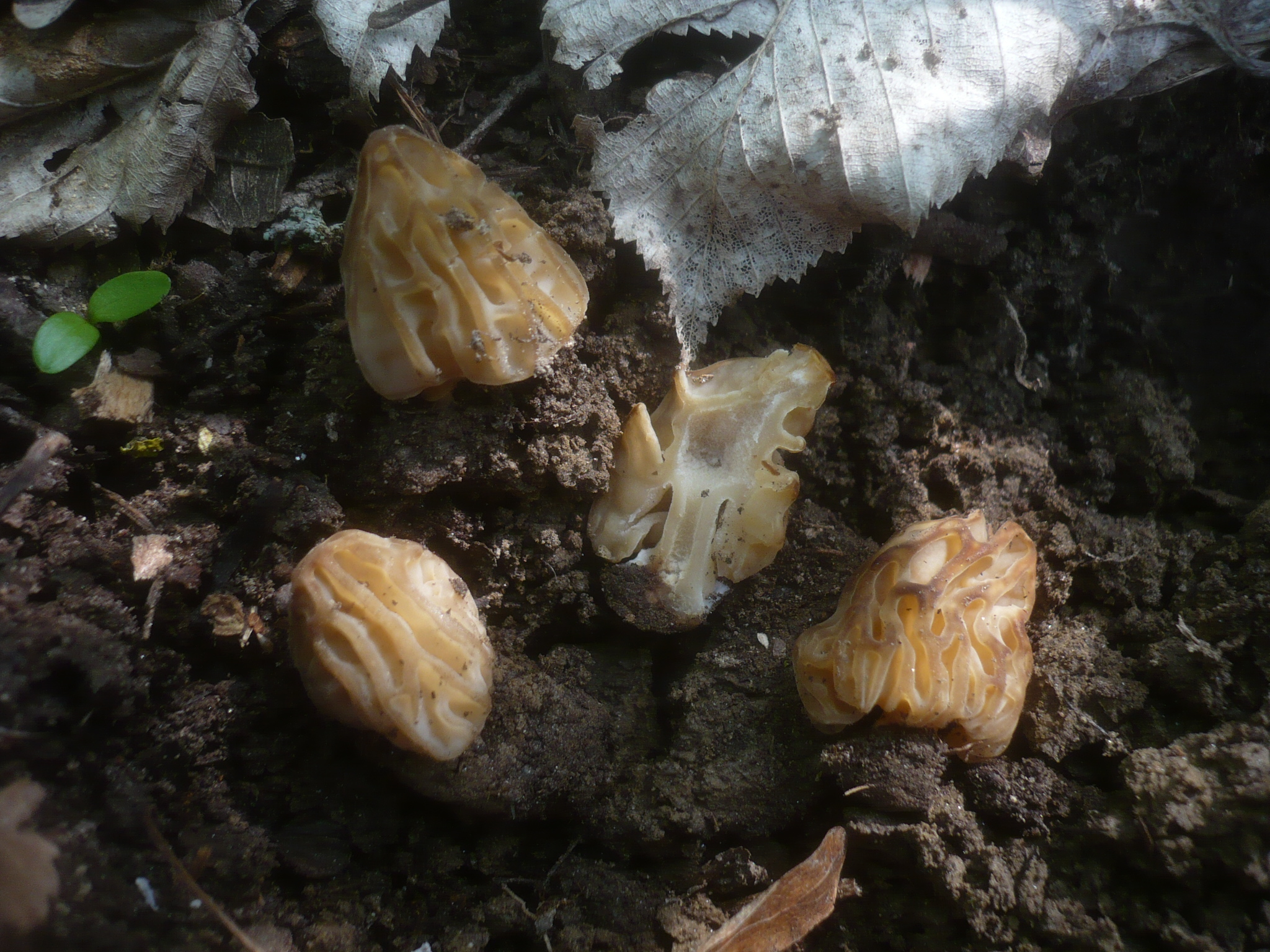
M. costata tinere?
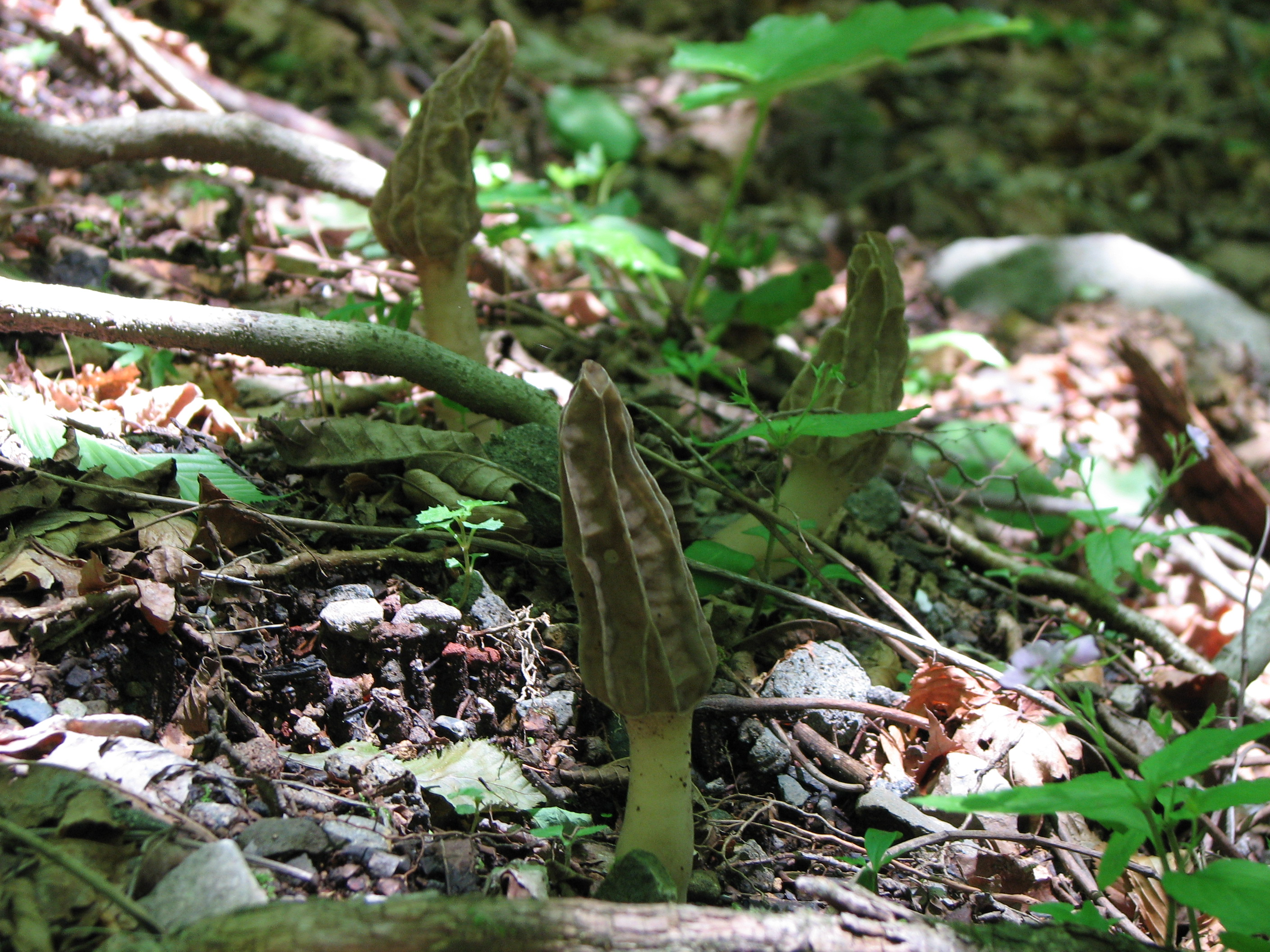
M. costata mature, brune
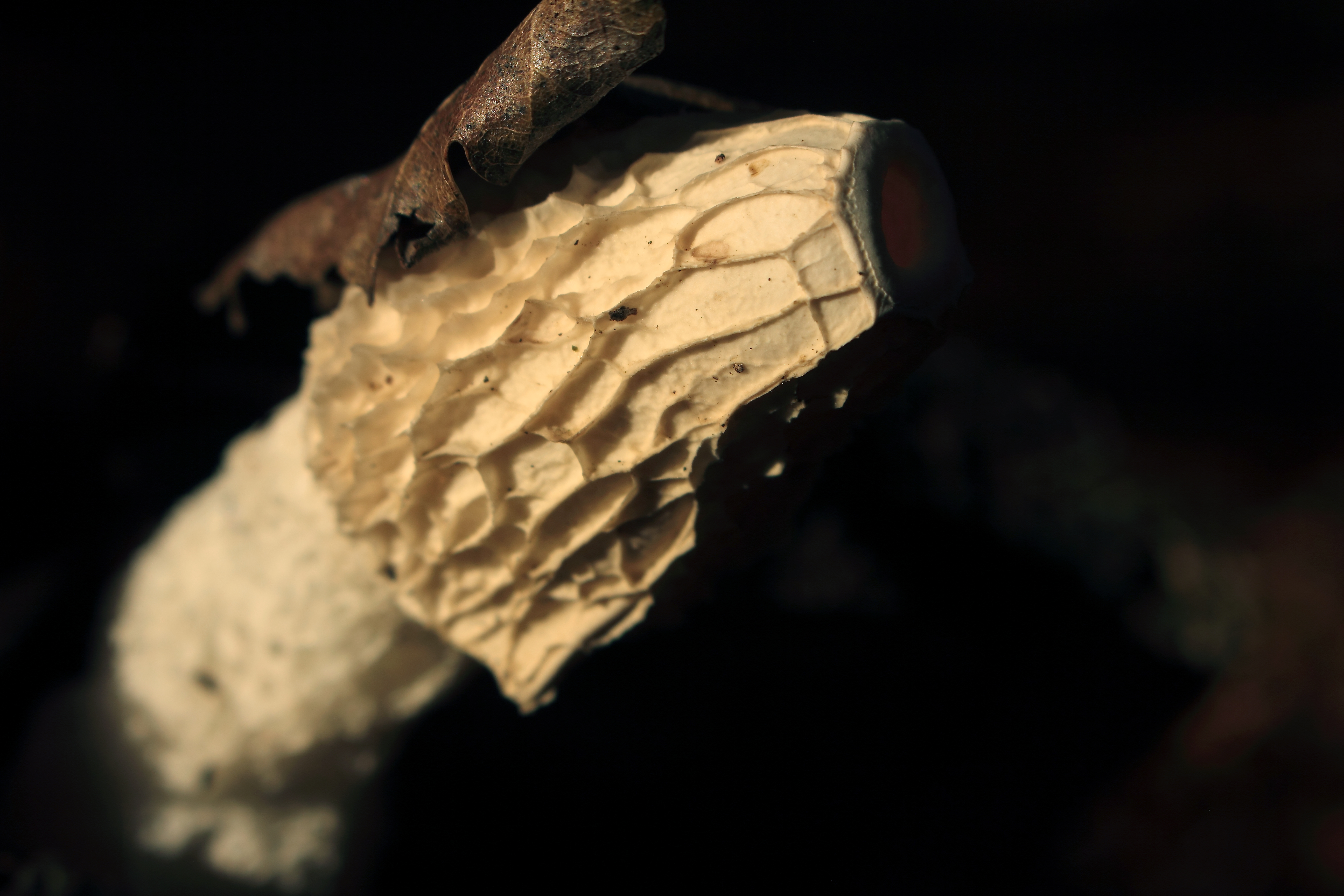
M. costata bătrână
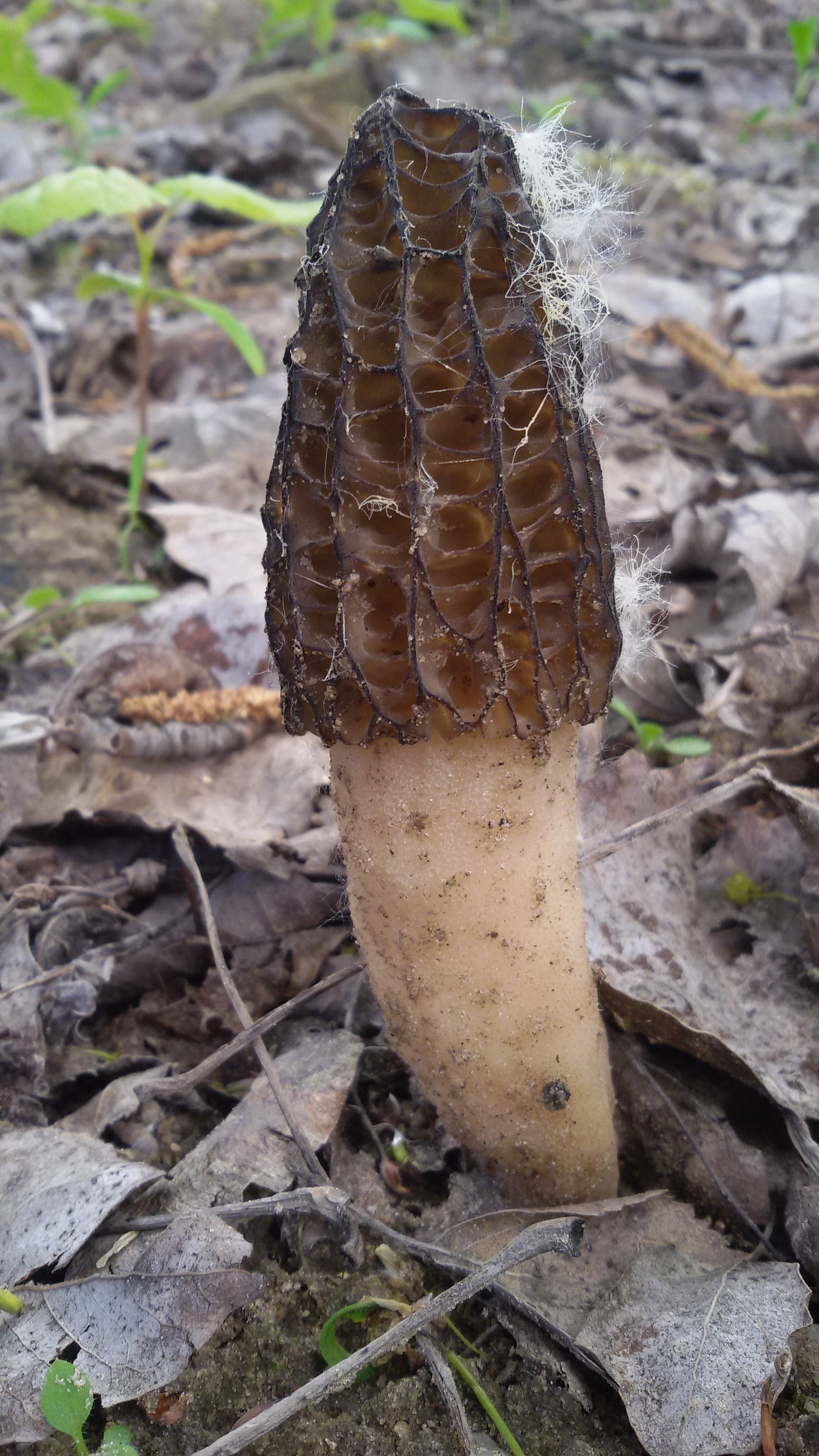
M. costata

## Confuzii
Morchella costata poate fi confundată ușor cu alte specii de genul Morchella, în primul rând cu suratele ei Morchella conica și Morchella elata, mai departe cu Morchella crassipes, Morchella deliciosa, Morchella esculenta Morchella elatoides Jacquet, Morchella eximia,  Morchella pragensis, Morchella rotunda, Morchella tridentina sin. Morchella frustrata,, Morchella steppicola, Morchella vulgarissau Verpa bohemica.
Pentru un începător, confundarea cu buretele posibil mortal Gyromitra esculenta (zbârciogul gras), cu totul că speciile se deosebesc destul de clar, ar putea să se dezvolte fatal.

## Ciuperci asemănătoare

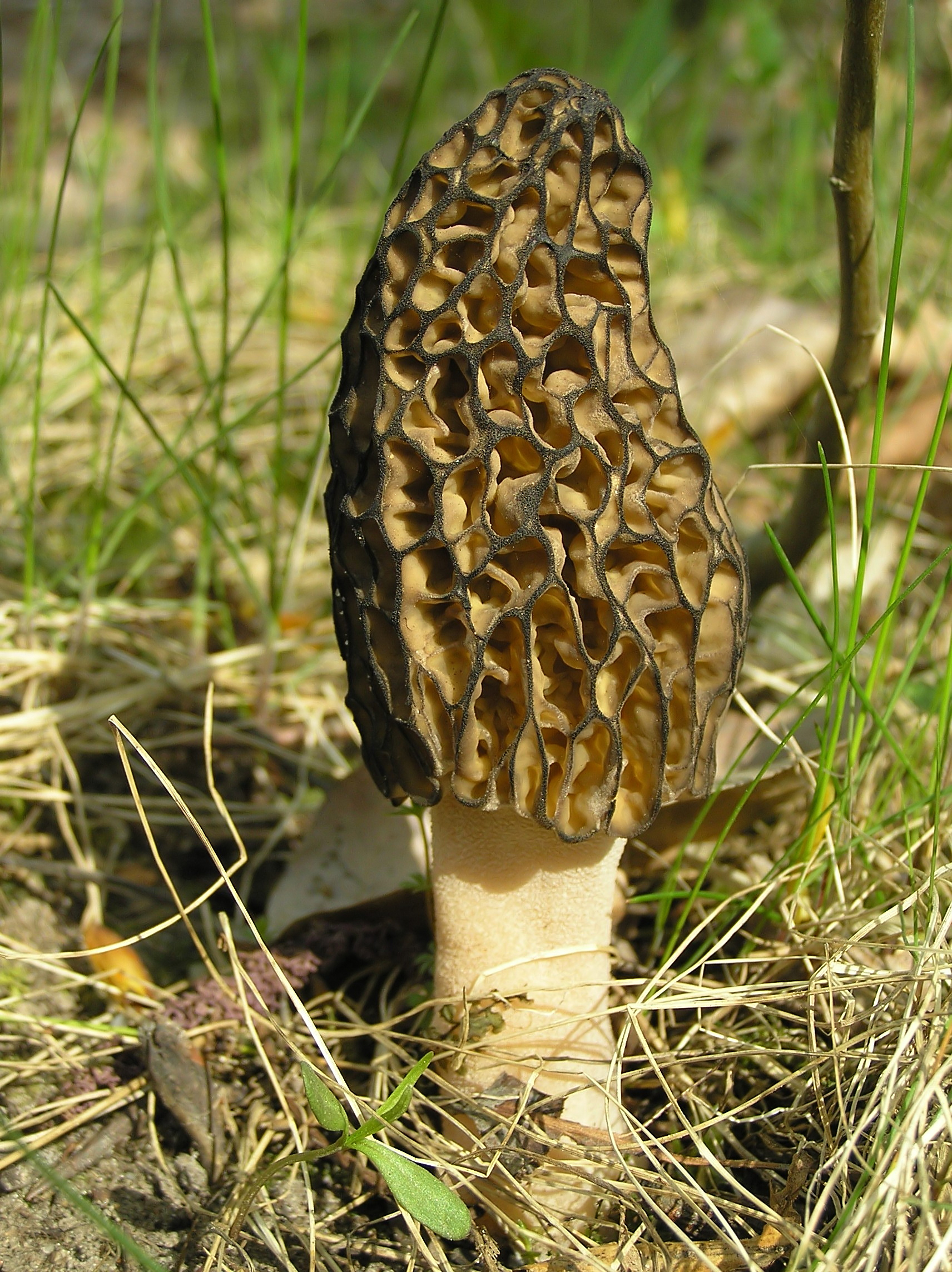
Morchella conica
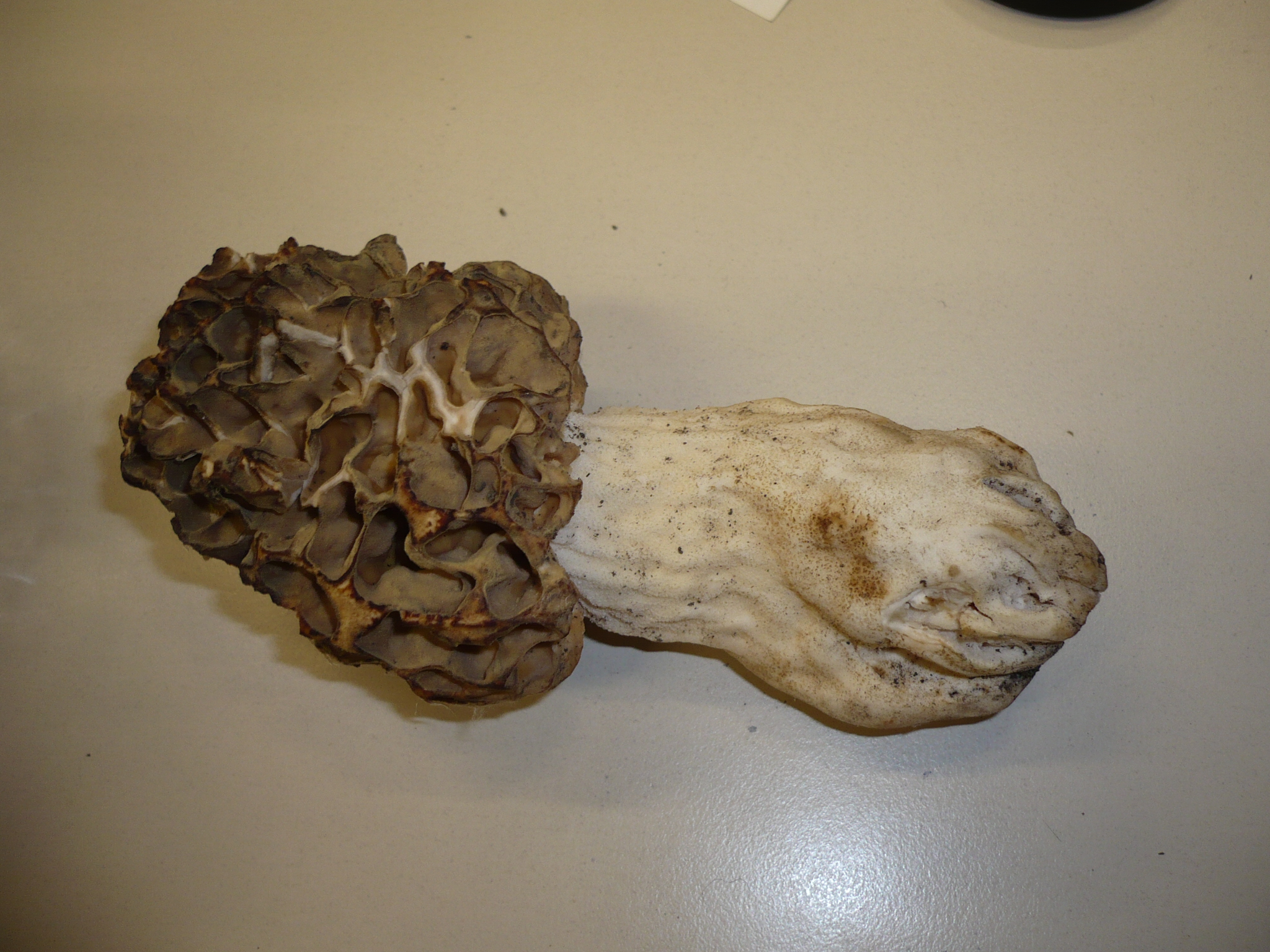
Morchella crassipes
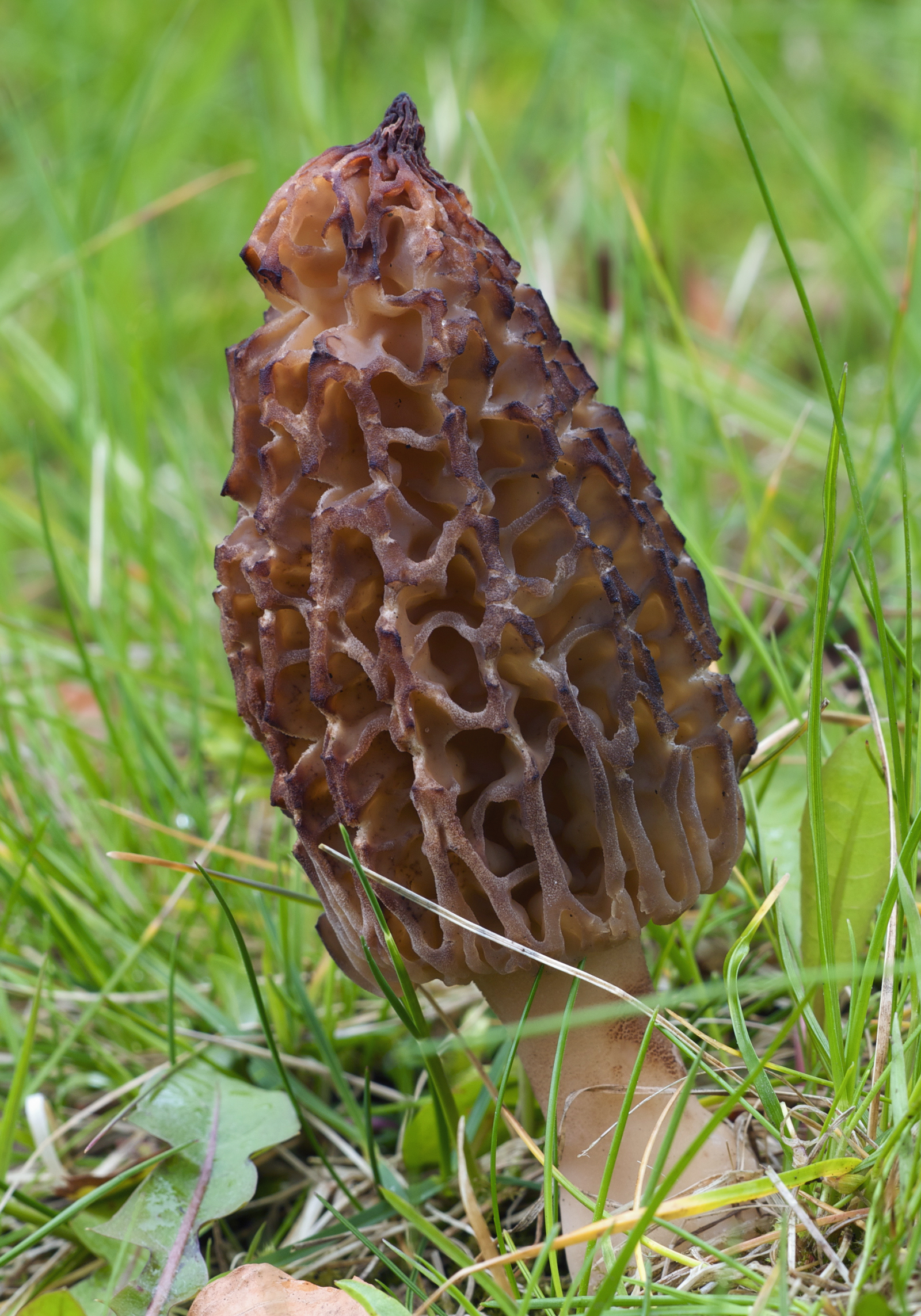
Morchella deliciosa
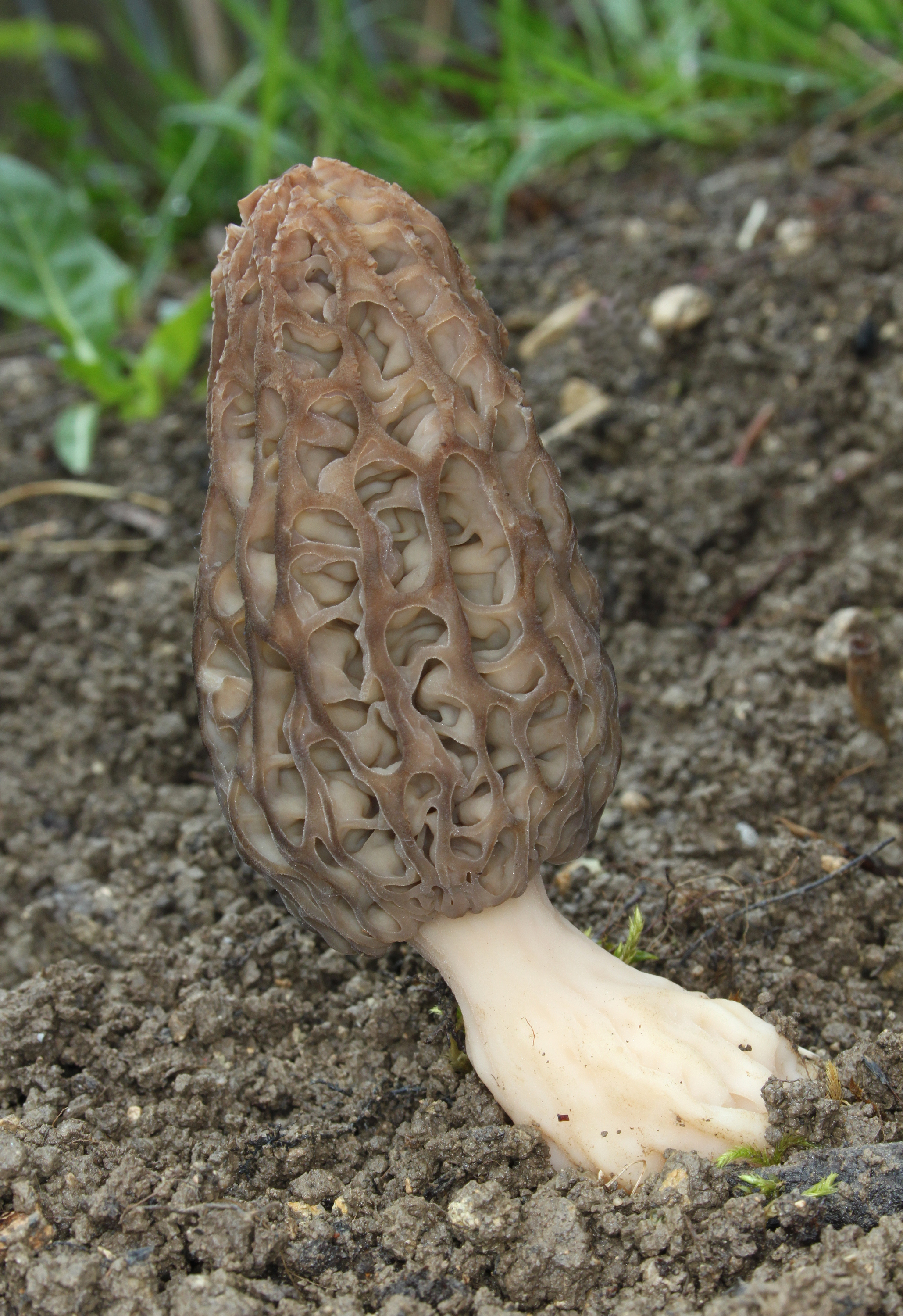
Morchella elata
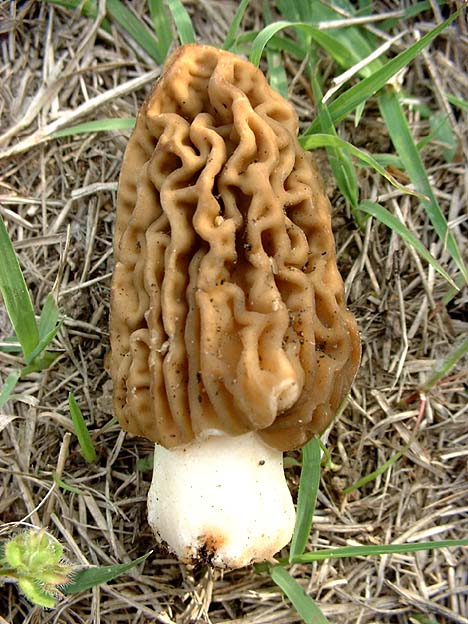
Morchella elatoides

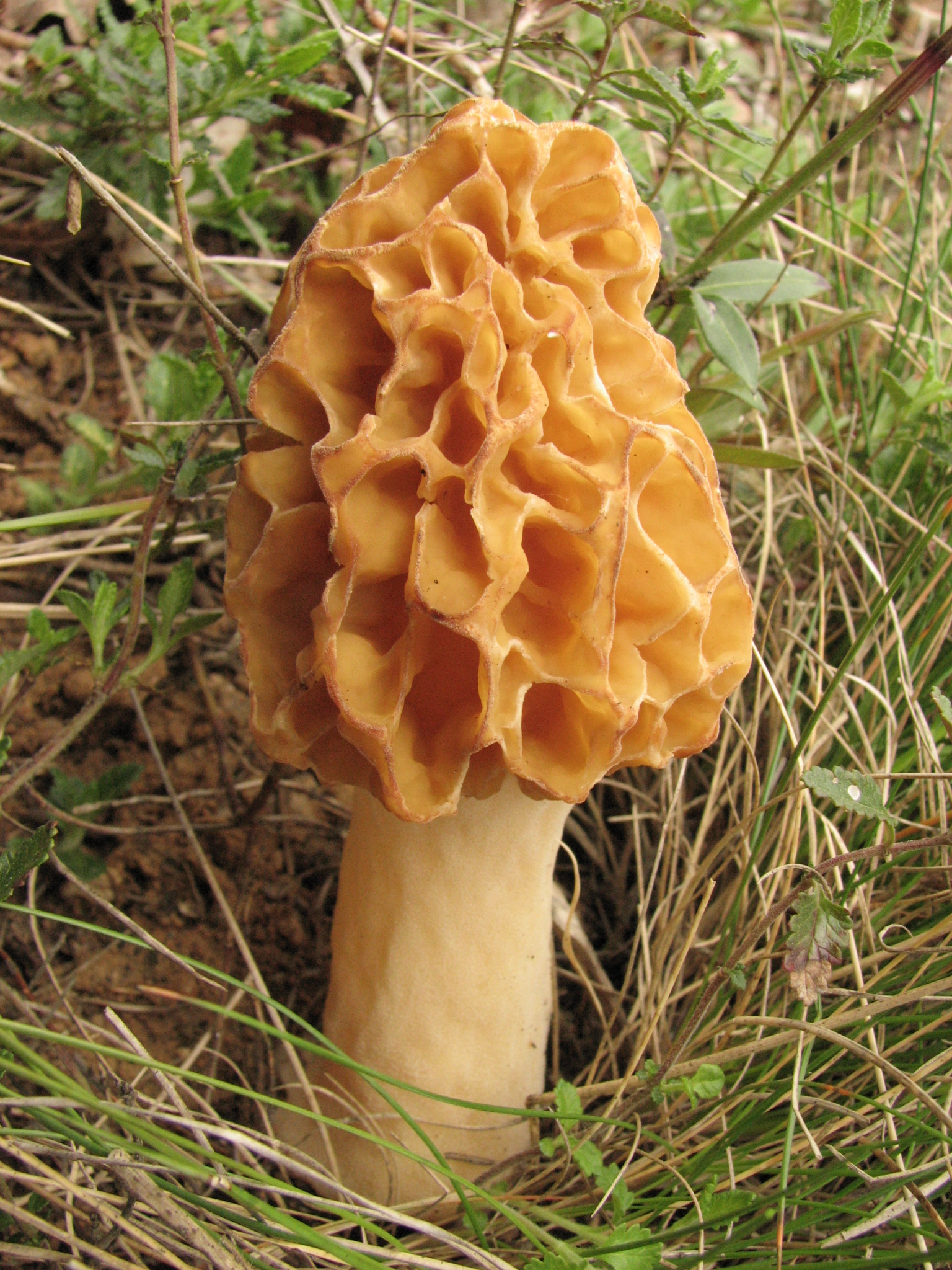
Morchella esculenta
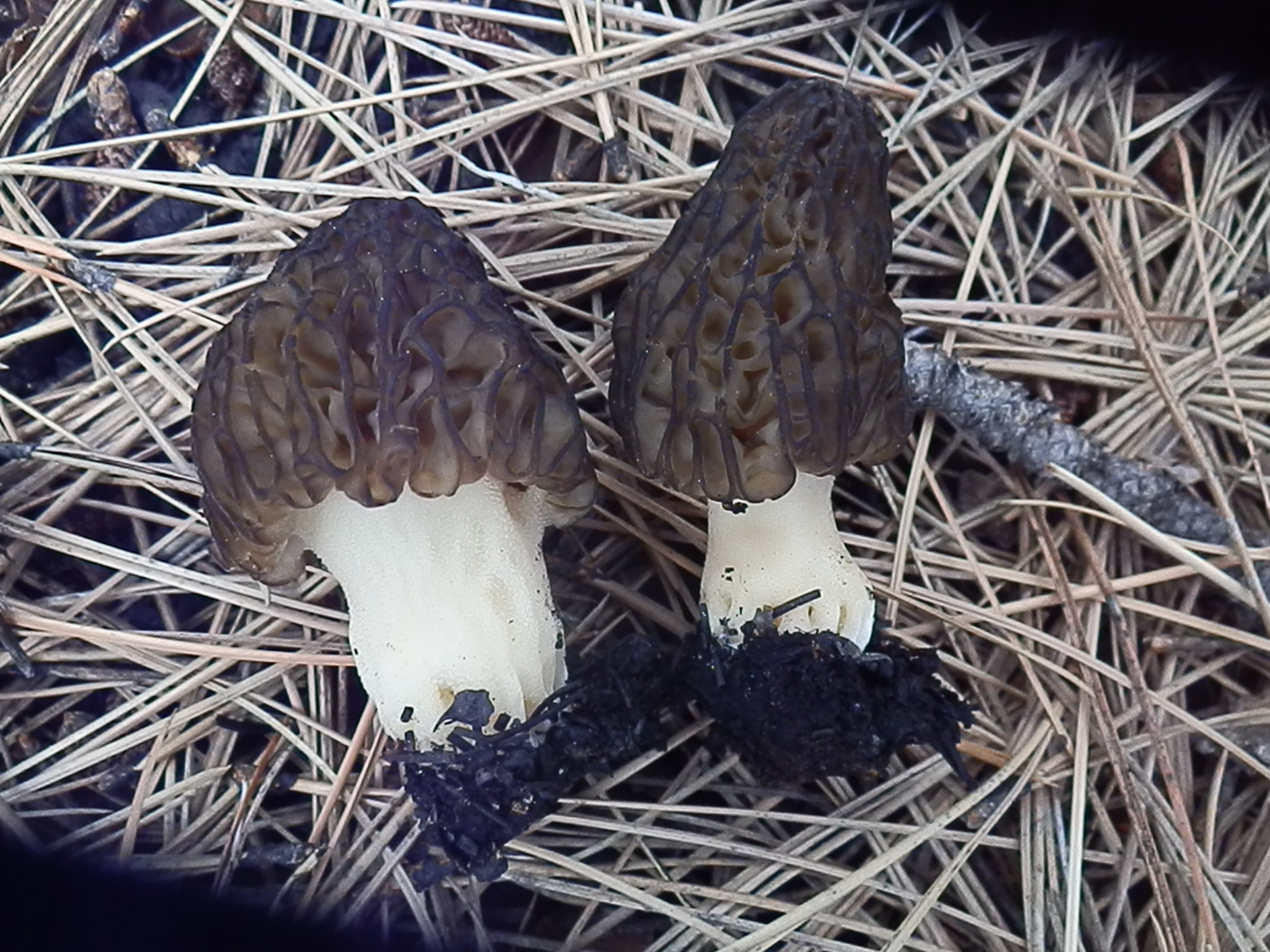
Morchella eximia
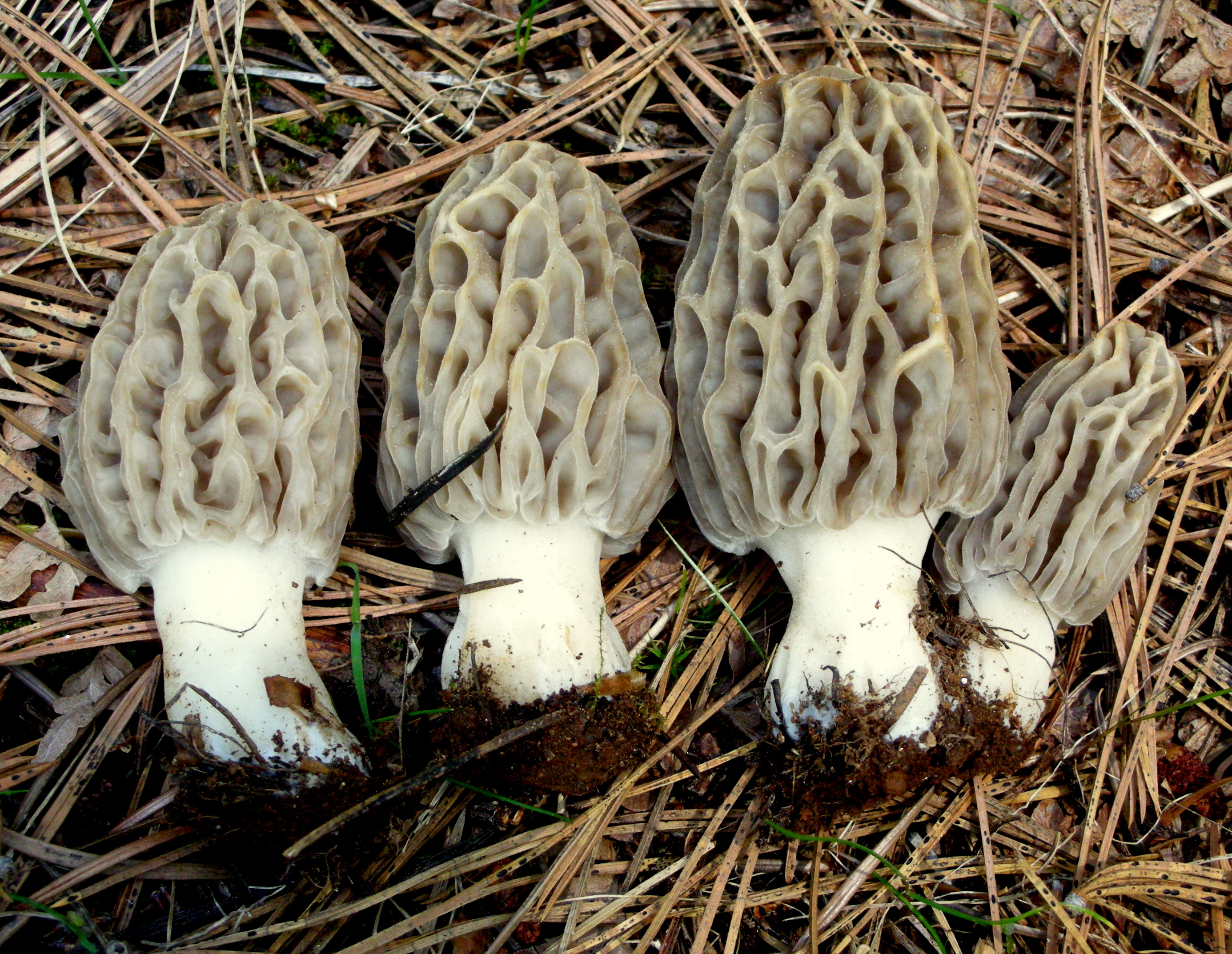
Morchella pragensis
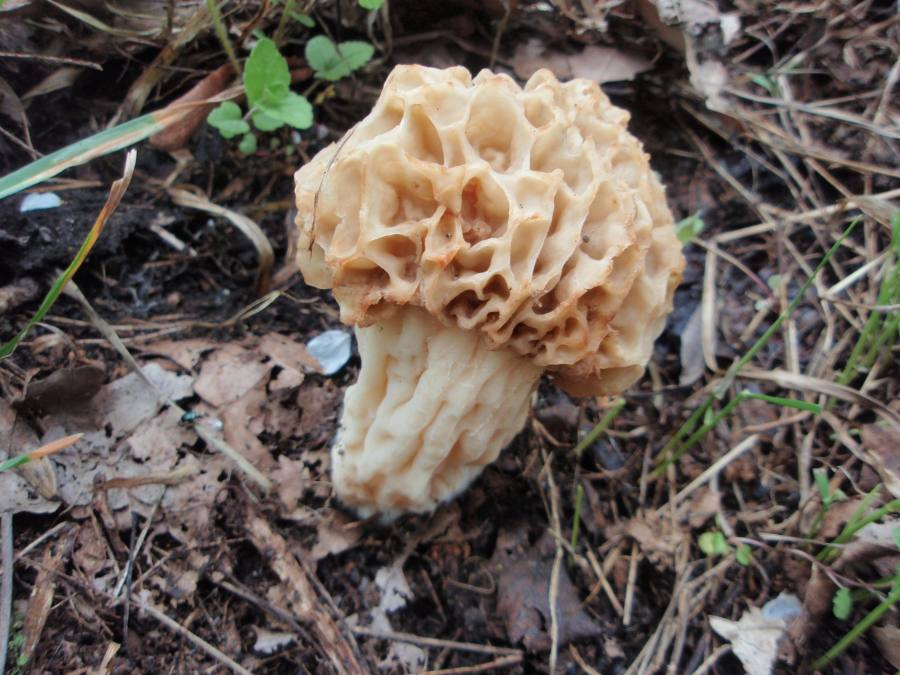
Smrž obecný nv]]:Smrž obecný nv.jpg|Morchella rotunda
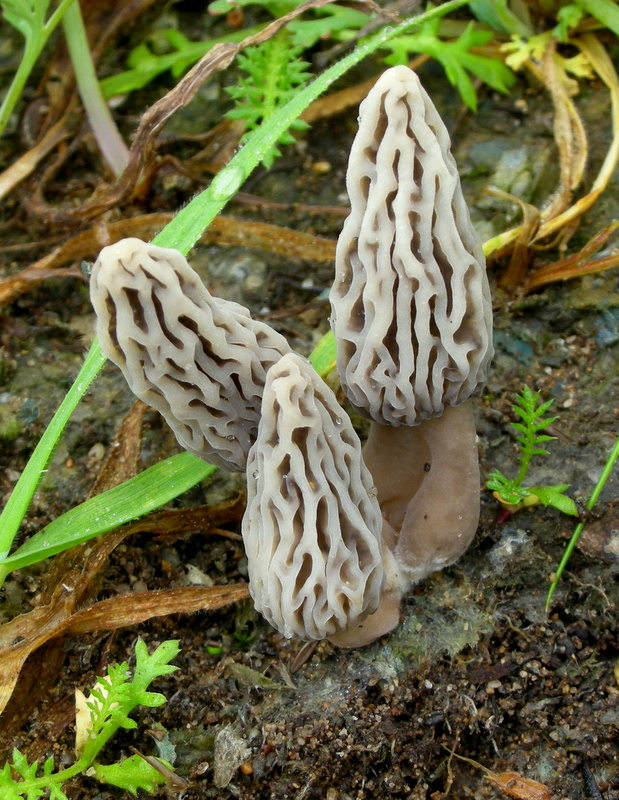
Morchella Tridentina

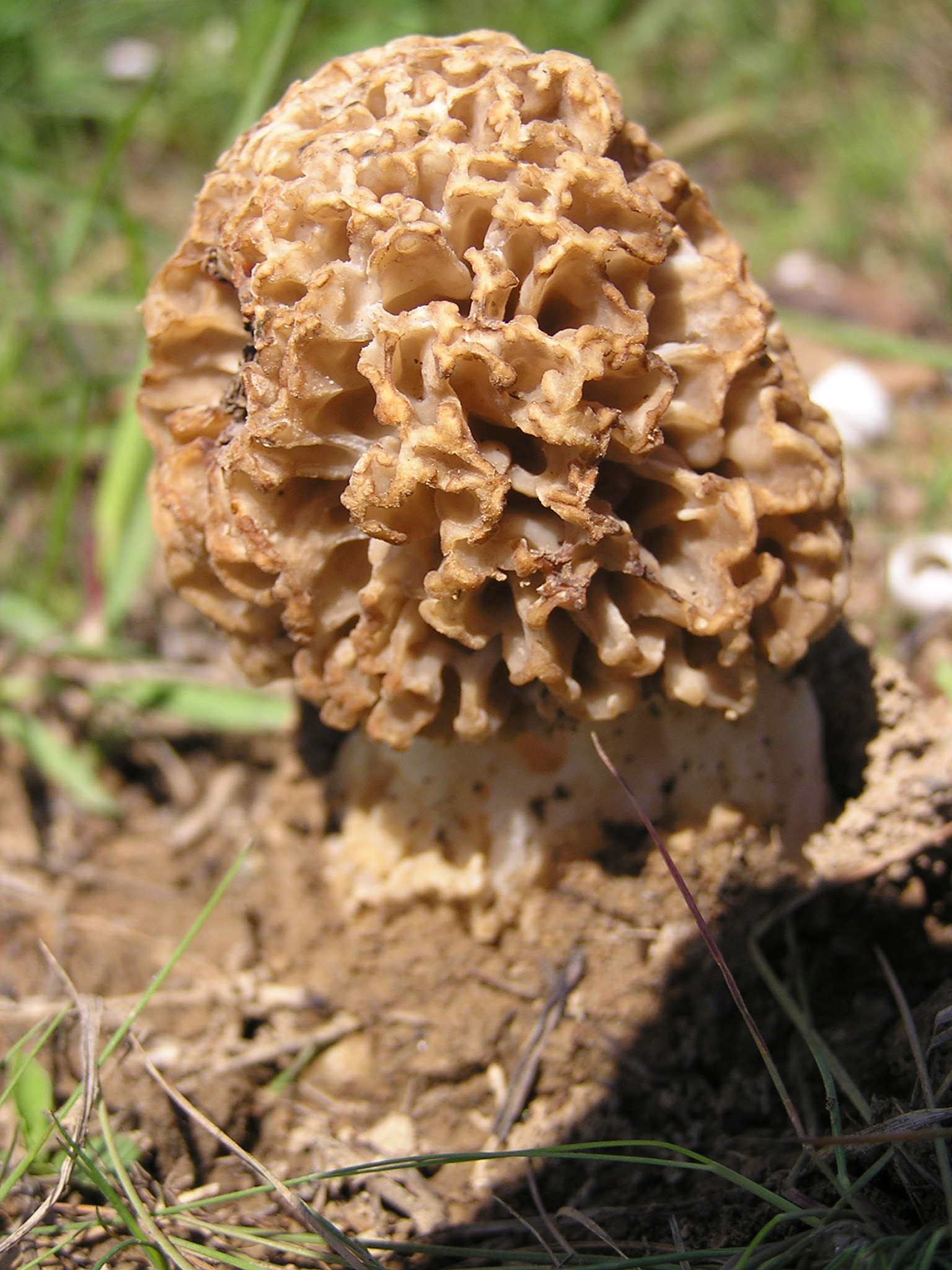
Morchella steppicola
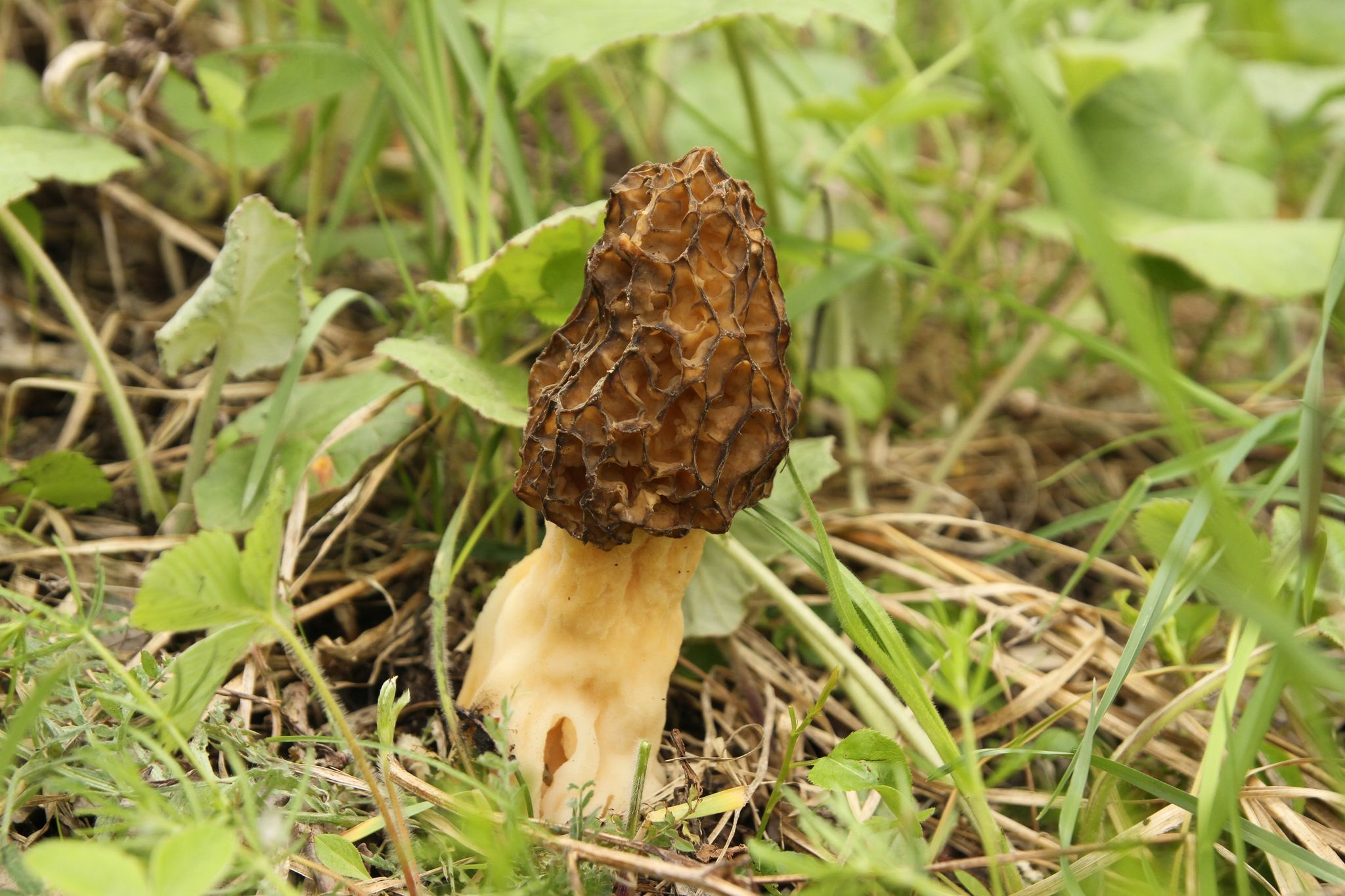
Morchella vulgaris
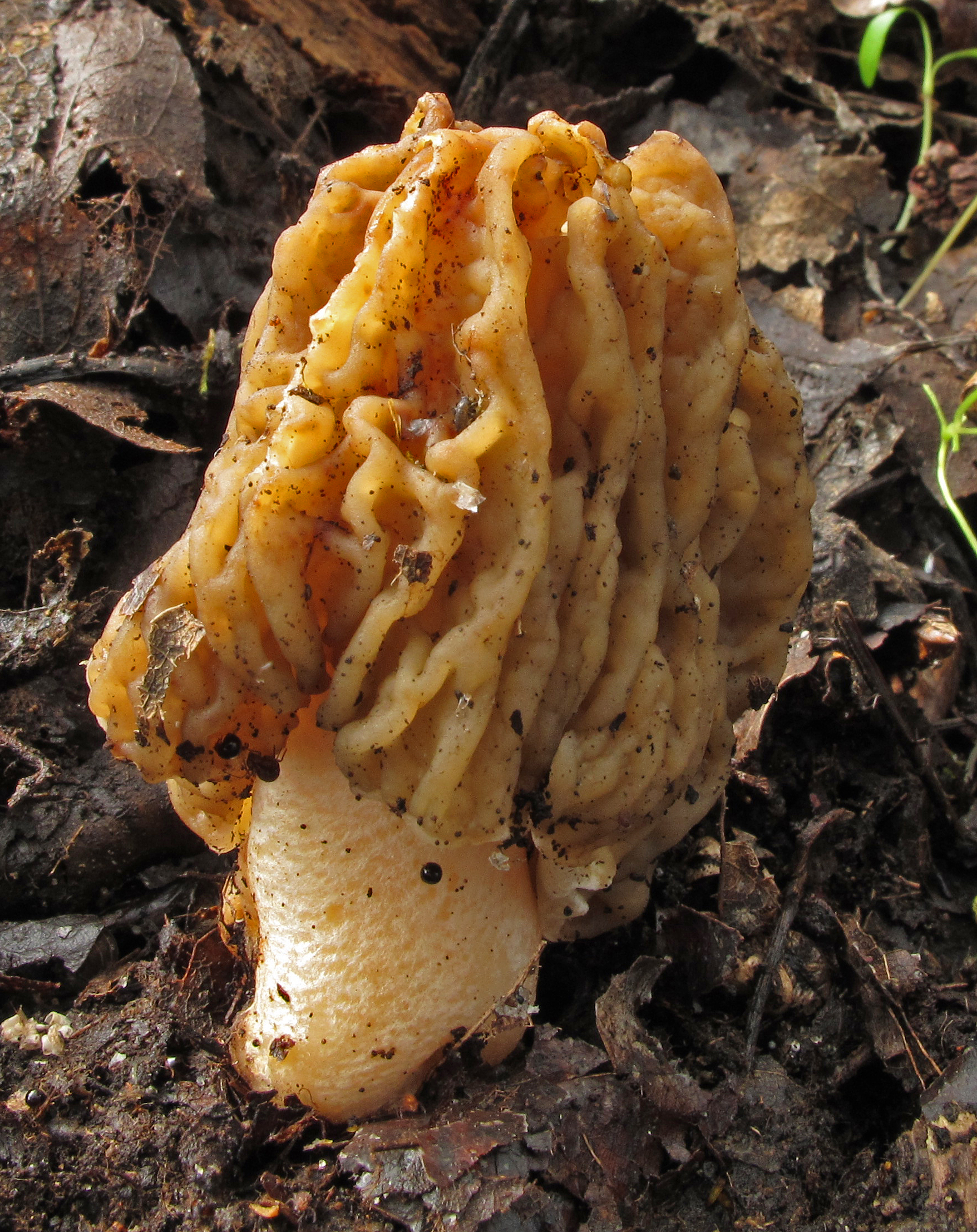
Verpa bohemica
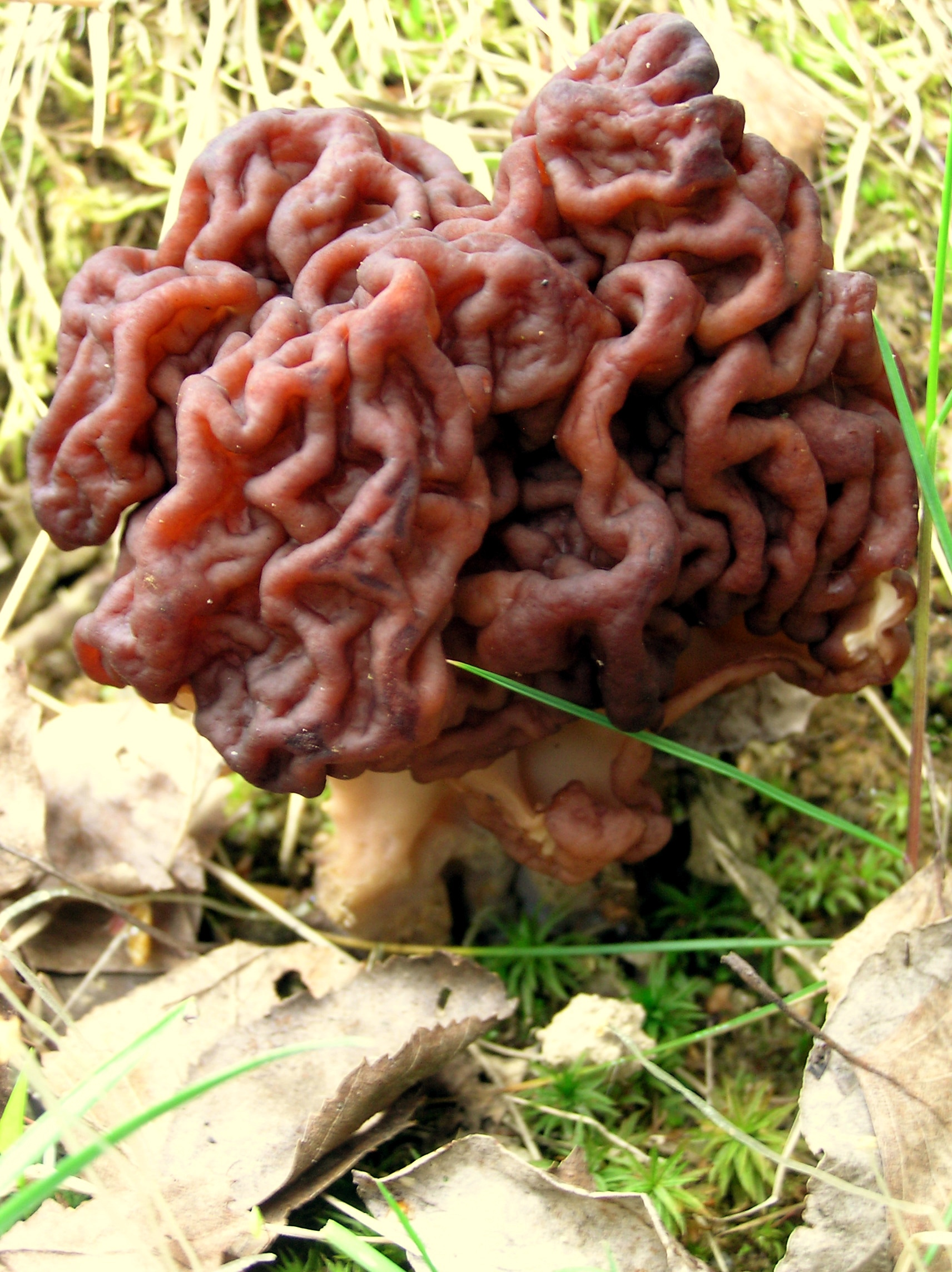
!!!Gyromitra esculenta!!!

## Valorificare
Mai întâi trebuie menționat că și acest zbârciog nu poate fi mâncat crud pentru că conține puțină hidrazină care însă se dizolvă în timpul fierberii. De asemenea, consumat în porții mari, poate crea reacții neplăcute la persoane sensibile, pentru că buretele este cam greu de digerat.
Morchella costata este de calitate gastronomică foarte bună. Ea poate fi pregătită ca ciulama,, alături de legume, dar nu împreună cu alte ciuperci (din cauza gustului și mirosului specific) sau ca sos, servit cu carne albă (pui, curcan, porumbel, vițel). Se și potrivește la o mâncare de creier (porc, vițel), cu raci, scoici, melci sau ca foietaj cu șuncă sau într-o plăcintă (de exemplu „pe modul reginei” , cu carne de vițel sau pui). Acest burete se poate prăji ca un șnițel sau umplut cu carne.
Uscați  și preparați după înmuiat, bureții dezvoltă un gust și miros mai intensiv (folosiți și apa de înmuiat filtrată printr-o sită). Este recomandat, de nu a folosi piciorul, pentru că acesta devine după înmuiere gomos.

## Bibiliografie
- Marcel Bon: „Pareys Buch der Pilze”, Editura Kosmos, Halberstadt 2012, ISBN 978-3-440-13447-4
- Giacomo Bresadola: „Iconographia Mycologica, vol. XXIV, Editura Società Botanica Italiana, Milano 1932
- Bruno Cetto, volumele 1-3, 5 (vezi la note).
- Rose Marie și Sabine Maria Dähncke: „700 Pilze in Farbfotos”, Editura AT Verlag, Aarau - Stuttgart 1979 și 1980, ISBN 3-85502-0450
- Jean-Louis Lamaison & Jean-Marie Polese: „Der große Pilzatlas“, Editura Tandem Verlag GmbH, Potsdam 2012, ISBN 978-3-8427-0483-1
- Hans E. Laux: „Der große Pilzführer, Editura Kosmos, Halberstadt 2001, ISBN 978-3-440-14530-2
- Meinhard Michael Moser: „Kleine Kryptogamenflora der Pilze - Partea a.: „Höhere Phycomyceten und Ascomyceten”, Editura G. Fischer, Jena 1950